# 2008년 서울국제여성영화제
제10회 서울국제여성영화제는 2008년 4월에 개최된 영화제이다. 신촌 아트레온 1, 3, 4, 5, 6관 (총 5개관)에서 개최되었다.

## 수상 및 후보

### 최우수상
- 여고생이다 - 박지완 수상

### 우수상
- 암사자(들) - 홍재희 수상
- 도시에서 그녀가 피할 수 없는 - 박지연 수상

### 관객상
- 김미자 헤어살롱 - 이윤영 수상

### 심사위원 특별언급상
- 황보출, 그녀를 소개합니다 - 지민 수상
- 다큐멘터리 옥랑문화 수상작
- 레즈비언 정치 도전기 - 홍지유 외 1명 수상

### 여성신문상
- 인형계단 - 서정민 수상
- Alice or Life in Black and White - Sophie SCHOUKENS 수상

### 박남옥 영화상
- 우리 생애 최고의 순간 - 임순례 수상
- 아시아 단편경선
- 11 - 정주리
- Because You're My Friend - Dyke On Focus
- Birth Dialogue - Miri URMAN 외 1명
- Camping - Dana BLANKSTEIN
- Elevator - CHUNG Pei-jung
- 기린과 아프리카 - 김민숙
- 그녀의 여름 - 안선희
- I Weight Heavy on the Earth - Tahereh HASSANZADEH
- 풍경 - 박인경
- 상실의 시대 - 고명미
- 쓰레기를 버리지 마세요 - 김효민
- 문득 날아본 하늘 - 안성애
- 무지개 - 김경진
- 인어를 찾아서 - LI Guang
- 상하이 이야기 - 팽소련

### 새로운 물결
- 3 women - 마니제 헤크맛
- 대통령과 만찬 - 사비하 수마르
- Hounded - 앙겔리나 마카로네
- Iron Ladies of Liberia - Siatta Scott JOHNSON 외 1명
- Late Bloomers - 베티나 오벌리
- 메이드 인 L.A. - 알무데나 카라세도
- 마돈넨 - 마리아 스페트
- 마르첼라 - 헬레나 트레슈티코바
- 두번째 사랑 - 김진아
- Nyonya's Taste of Life - WEN Chih Yi
- Out at the Wedding - 리 프리들랜더
- 페르세폴리스 - 마르얀 사트라피
- 레드 로드 - 안드리아 아놀드
- 스트레이 걸프렌드 - 아나 카츠
- Tie a Yellow Ribbon - Joy DIETRICH
- Viva, Women Directors! - YAMAZAKI Hiroko
- 비베레 - 앙겔리나 마카로네
- We Want Roses Too - Alina MARAZZI
- Bachelorette, 34 - 카라 헤롤드
- 버전 앤 페이드 - 오드리 커밍스
- Congratulations Daisy Graham - 카산드라 니콜라우
- 제주도 해녀 - 바바라 해머
- Holly Gets Even - Marika HEIDEB횮K
- 흐리스티나의 집 - 쉬잔느 라에스
- Judith Butler: Philosophical Encounters of the Third Kind - Paule ZAJDERMANN
- Lakshmi and Me - 니쉬타 자인
- Maid on Fire! - Anette SK휟LBERG
- Mom - Sissi SEIFERT
- 날아간 뻥튀기 - 방은진
- 해피 엔딩으로 끝나는 슬픈 이 - 레지나 페소아

### 퀴어 레인보우
- Cruel and Unusual - Janet BAUS
- 쉬즈 어 보이 아이 뉴 - 그웬 하워스
- Tick Tock Lullaby - 리사 고닉
- 월드 언씬 - 샤밈 샤리프
- After All, We뭨e Lesbians - 사포
- Brooklyn's Bridge to Jordan - Tina MABRY
- Flowers at the Park (or First Kisses) - Mariel MACI
- Keep Walking - 배수경
- Queer Spawn - 안나 볼루다
- Succubus - Alison REID
- Talking about Amy - 무라카미 요리코

### 지붕 위의 세상
- 마야 케닉
- The Way He Is - LIU Jia-qui
- What Hot Guy? - Mary THOMPSON
- 워 댄스 - 안드레아 닉스 외 1명

### 감독 특별전
- 세 여자 이야기 - 팽소련
- Once upon a Time in Shanghai - 팽소련
- Shanghai Women - 팽소련
- Shanghai Rumba - 팽소련

### 특별전
- 3xFTM - 김일란

### 커튼콜
- 독일, 창백한 어머니 - 헬마 잔더스-브람스
- 밤이 기울면 - 패트리샤 로제마
- 드림 걸스 - 킴 론지노트 외 1명
- 팝의 여전사 - 프라티바 파마
- 내가 여자가 된 날 - 마르지예 메쉬키니
- 이삭줍는 사람들과 나 2년 후 - 아녜스 바르다
- 데브라 윙거를 찾아서 - 로잔나 아퀘트
- 올가미 - 베라 치틸로바
- 지포 - 잰 던
- 깨진 거울 속의 여인들 - 마를렌 고리스
- 이티비티티티 위원회 - 제이미 바빗
- 가족 프로젝트 - 아버지의 집 - 조윤경

### 걸즈 온 필름
- 도화지 - 김선희
- I Was a Teenage Feminist - Therese SHECHTER
- That Special Summer - Nanna HOULMAN
- 워터 릴리스 - 셀린 시아마
- 열세살, 수아 - 김희정
- Alice or Life in Black and White - Sophie SCHOUKENS
- Emoticons - 헤디 허니그만
- 지수의 성에 관한 보고서 - 이지수
- 널 - 이소리 외 1명
- 레즈비언 파이터 - 한소리
- 엄마, 울지마 - 이은정
- Moon and the Wolfgirl - Sarah DOMOGALA
- Naked - Mischa KAMP
- 38호 - 강수림
- Stairs of Doll - 서정민
- 색안경을 벗어라 - 고은아

### 오픈 시네마
- 천국의 가장자리 - 파티 아킨
- 하트브레이크 호텔 - 콜린 너틀리
- The Railroad All-Stars - Chema RODR?UEZ
- The Secrets - 애비 네셔
- Two Ladies - Philippe FAUCON
- 라다크의 아이스하키 소녀들 - 하칸 베르타스

### 몸의 정치학
- XXY - 루시아 푸엔조
- Zanzibar Soccer Queens - 플로렌스 아이시
- Diary of a Pair of Hairy Legs - HSU Jia-yu
- Girls in Guyville - Anneloor van HEEMSTRA
- 진옥 언니, 학교 가다 - 김진열
- 자매 이야기 - 선지연
- No Bikini - Claudia Morgado ESCANILLA
- Over the Hill - Sunny BERGMAN
- Say He - 전지현
- 당신의 날개 - 최정문

### 여성 영화제작 프로젝트
- 이주여성 영화제작 워크숍: 횡 - 임춘민

### 판타스틱 여성영화
- 블라인드 - Tamar Van Den Dop
- 궁녀 - 김미정
- Teknolust - Lynn Hershman LEESON
- Watch Me - Melanie ANSLEY
- 블러드 시스터즈 - 루이즈 프리드버그
- 도플갱어 - 이기쁨
- 메모리 이펙트 - 클라우디아 레만
- Spr?sling - Anne BREYMANN
- 물 - 라일라 파칼니나

### 9707 한국 여성영화
- 낮은 목소리 2 - 변영주
- 거류 - 김소영
- 미소 - 박경희
- 고양이를 부탁해 - 정재은
- 4인용 식탁 - 이수연
- 아름다운 생존 - 여성 영화인이 말하는 영화 - 임순례
- 엄마... - 류미례
- 우중산책 - 임순례
- 언니가.. 이해하셔야 돼요 - 박경희
- 그녀의 무게 - 임순례